# گناه جمعی آلمان
گناه جمعی آلمانی (آلمانی: Kollektivschuld) به مفهوم یک گناه جمعی منتسب به آلمان و مردم آن برای انجام هولوکاست و سایر جنایات در جنگ جهانی دوم اشاره دارد.

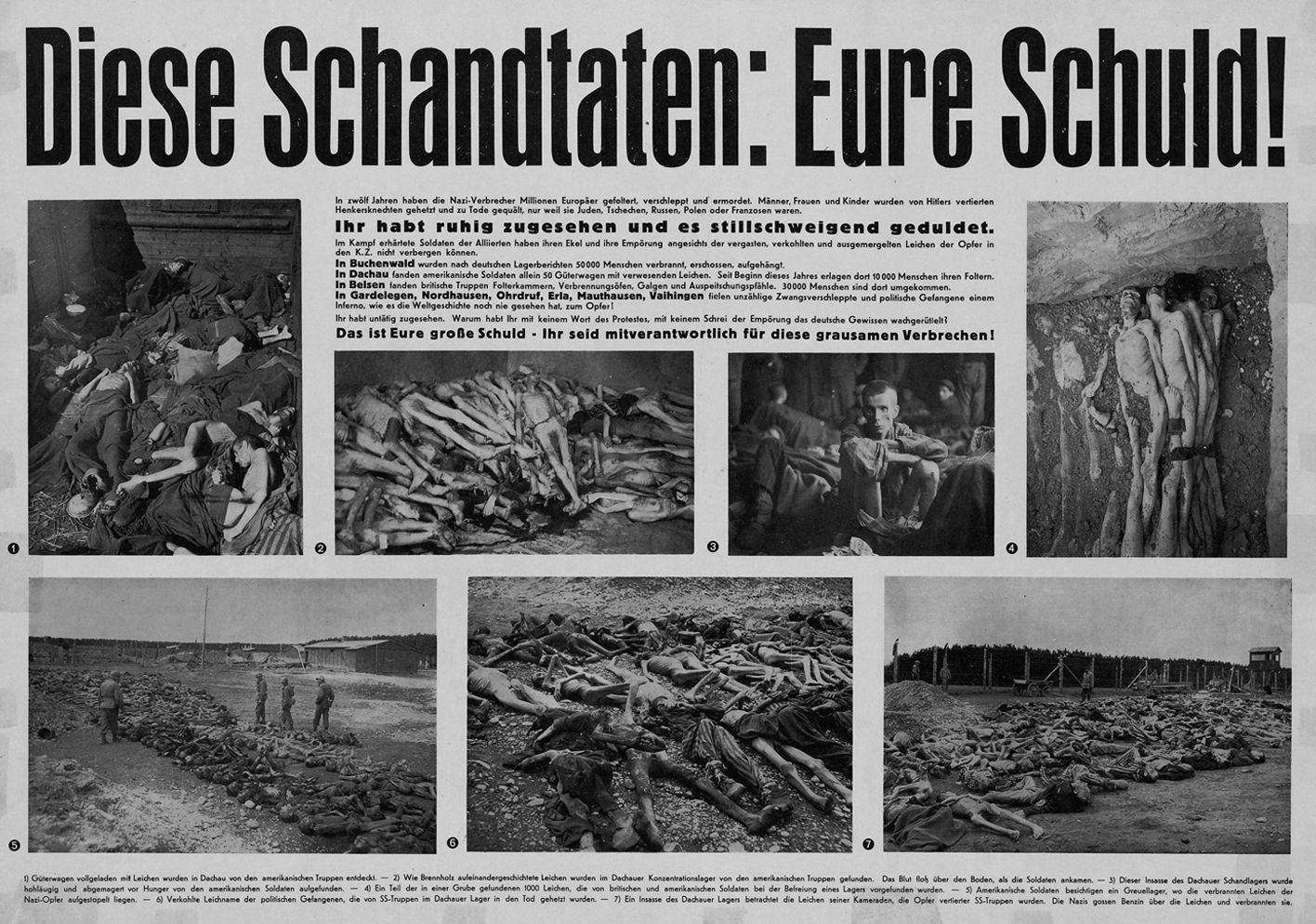
"این وحشیگری‌ها: تقصیر توست!" – پوستری که اردوگاه‌های کار اجباری را به مردم آلمان نشان می‌دهد. این متن آلمانی‌ها را به‌عنوان یک کل متهم می‌کند که در حین انجام جنایات هیچ کاری انجام نداده‌اند.

## مدافعان
کارل یونگ، روانکاو سوئیسی، در سال ۱۹۴۵ مقاله ای تأثیرگذار در مورد این مفهوم به عنوان یک پدیده روانشناختی نوشت و در آن اظهار داشت که مردم آلمان نسبت به جنایاتی که هموطنان خود مرتکب می‌شوند، احساس گناه جمعی می‌کنند (Kollektivschuld) و بنابراین این اصطلاح را به گفتمان روشنفکران آلمانی وارد کرد. نوشته یونگ گفت گناه جمعی «برای روانشناسان یک واقعیت است و این یکی از مهمترین وظایف درمانی خواهد بود که آلمانی‌ها را به این گناه بشناسند.»
پس از جنگ، نیروهای اشغالگر متفقین در آلمان تحت اشغال متفقین شرم و گناه را با یک کمپین تبلیغاتی ترویج کردند که شامل پوسترهایی بود از اردوگاه‌های کار اجباری نازی‌ها، همراه با شعارهایی مانند "این وحشیگری‌ها: تقصیر توست!" (Diese Schandtaten: Eure Schuld!).
مارتین نیمولر متکلم و سایر کلیساها در سال ۱۹۴۵ در (اعلامیه گناه اشتوتگارت) گناه مشترک را پذیرفتند. فیلسوف و روان‌شناس کارل یاسپرس در سال ۱۹۴۶ برای دانشجویان سخنرانی کرد که تحت عنوان "مسئله گناه آلمان" منتشر شد. در این اثر منتشر شده، یاسپرس توضیح می‌دهد که چگونه «اعتراف به گناه ملی شرط ضروری برای تولد دوباره اخلاقی و سیاسی آلمان بود». علاوه بر این، یاسپرس معتقد بود که هیچ‌کس نمی‌تواند از این گناه جمعی فرار کند و مسئولیت آن ممکن است مردم آلمان را قادر سازد تا جامعه خود را از وضعیت فروپاشی آن به یک دموکراسی بسیار توسعه یافته و از نظر اخلاقی مسئولانه تبدیل کنند. او معتقد بود که کسانی که مرتکب جنایات جنگی شدند از نظر اخلاقی مجرم بودند و کسانی که بدون مقاومت آنها را تحمل کردند از نظر سیاسی گناهکار بودند که منجر به گناه جمعی برای همه شد.

گناه جمعی آلمانی‌ها برای رویدادهای هولوکاست از دیرباز ایده ای بوده‌است که مورد تأمل سیاستمداران و متفکران مشهور و مشهور آلمانی بوده‌است. علاوه بر مواردی که قبلاً ذکر شد، نویسنده و فیلسوف آلمانی برنهارد شلینک توضیح می‌دهد که گاهی اوقات احساس می‌کند آلمانی بودن بار بزرگی به دلیل گذشته این کشور است. به گفته شلینک، «دلیل دردناک بودن بحران اروپا برای آلمان این است که این کشور توانسته با پرتاب کردن خود به پروژه اروپایی از خود عقب‌نشینی کند». شلینک همچنین معتقد است که "بار ملیت به طرز چشمگیری نحوه نگرش آلمانی‌ها به خود و مسئولیت‌های خود در اروپا را شکل داده‌است" و او توضیح می‌دهد که چگونه آلمانی‌ها خود را به عنوان آتلانتیک یا اروپایی می‌بینند تا آلمانی. شلینک می‌بیند که این احساس گناه نسل به نسل ضعیف تر می‌شود. توماس مان همچنین از گناه جمعی حمایت کرد:
آنهایی که مدت‌ها پیش وقتی فهمیدند چه کوه‌های نفرت بر سر آلمان بلند شده، دنیایشان خاکستری شد. کسانی که مدت‌ها پیش در شب‌های بی خوابی تصور می‌کردند که انتقام از آلمان به خاطر اعمال غیرانسانی نازی‌ها چقدر وحشتناک خواهد بود، نمی‌توانند با بدبختی تمام آنچه را که روس‌ها، لهستانی‌ها یا چک‌ها با آلمانی‌ها انجام می‌دهند به چشم بیاورند. بیش از یک واکنش مکانیکی و اجتناب ناپذیر به جنایاتی که مردم به عنوان یک ملت مرتکب شده‌اند، که متأسفانه عدالت فردی، یا گناه یا بی گناهی فرد، هیچ نقشی در آن ندارند.